# Staré Blansko
Staré Blansko (německy Alt Blansko) je vesnice, součást města Blansko v Jihomoravském kraji. Staré Blansko je jednou ze základních sídelních jednotek (ZSJ) města, nicméně jeho jihovýchodní část s průmyslovými areály spadá do ZSJ Průmyslový obvod.

## Historie
Staré Blansko je původním sídlem na území města Blanska a tvoří jeho nejstarší část. Při archeologickém výzkumu u zdejšího kostela svatého Martina byly v roce 2017 nalezeny střepy keramiky datované do první poloviny 11. století. V písemným pramenech je ves poprvé připomínána v roce 1141 v Letopise Kanovníka vyšehradského, jenž do roku 1136 datoval spor o právo vystavění kostela v Blansku, který probíhal mezi olomouckým biskupem Jindřichem Zdíkem a brněnským údělným knížetem Vratislavem. Vesnice, nacházející se na západním, tedy pravém břehu Svitavy, následně připadla olomouckému biskupství.
Pravděpodobně na přelomu 12. a 13. století byl coby centrum biskupského lenního statku postaven na protějším břehu řeky blanenský hrad. Před rokem 1277 vzniklo pod hradem městečko (Nové) Blansko, tvořené až do 19. století především rozsáhlým obdélným náměstím, jehož východním torzem je současné náměstí Svobody. Původní vesnice získala jméno Staré Blansko a vyvíjela se samostatně, ke sloučení Starého a Nového Blanska došlo v 16. století.
Jádro vsi, které tvoří ulice Komenského, Zdíkova a okolí kostela svatého Martina, si uchovalo vesnický charakter. Ve 20. století proběhla kolem vesnice výstavba několika nových ulic s rodinnými domy. Od Nového Blanska je Staré Blansko odděleno řekou Svitavou a železniční tratí Brno – Česká Třebová (zprovozněna 1849, součást I. tranzitního železničního koridoru), která vede podél řeky. Na trati zde později vznikla železniční zastávka Blansko město.
Na konci roku 2022 byl železniční přejezd u zastávky Blansko město zrušen a nahrazen podchodem. Silniční spojení se zbytkem města zajistila nová pozemní komunikace v oblasti průmyslových areálů, vedoucí z ulice Brněnské po mostě přes železniční trať a řeku na křižovatku s ulicí Svitavskou.

## Galerie

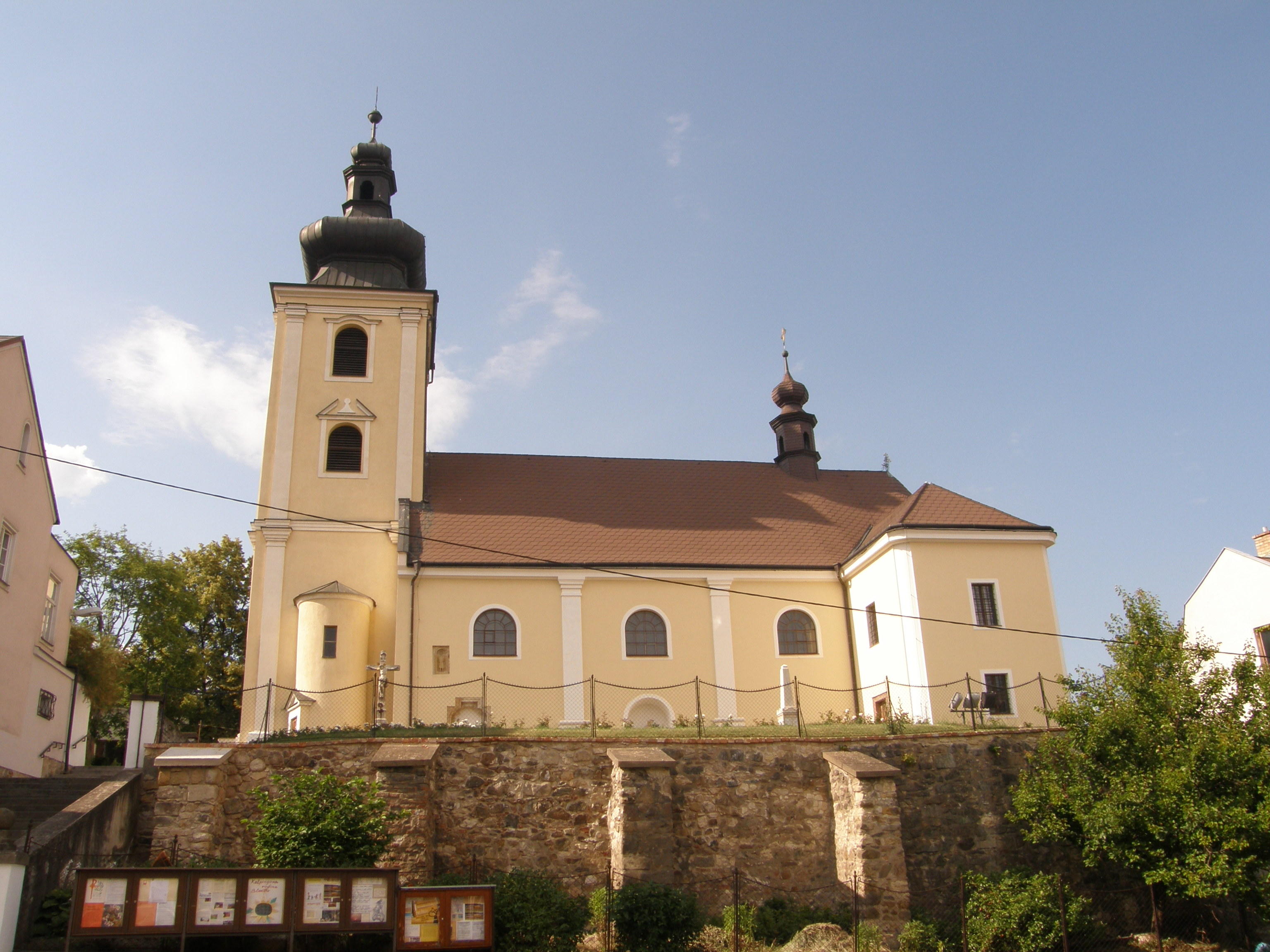
Kostel svatého Martina
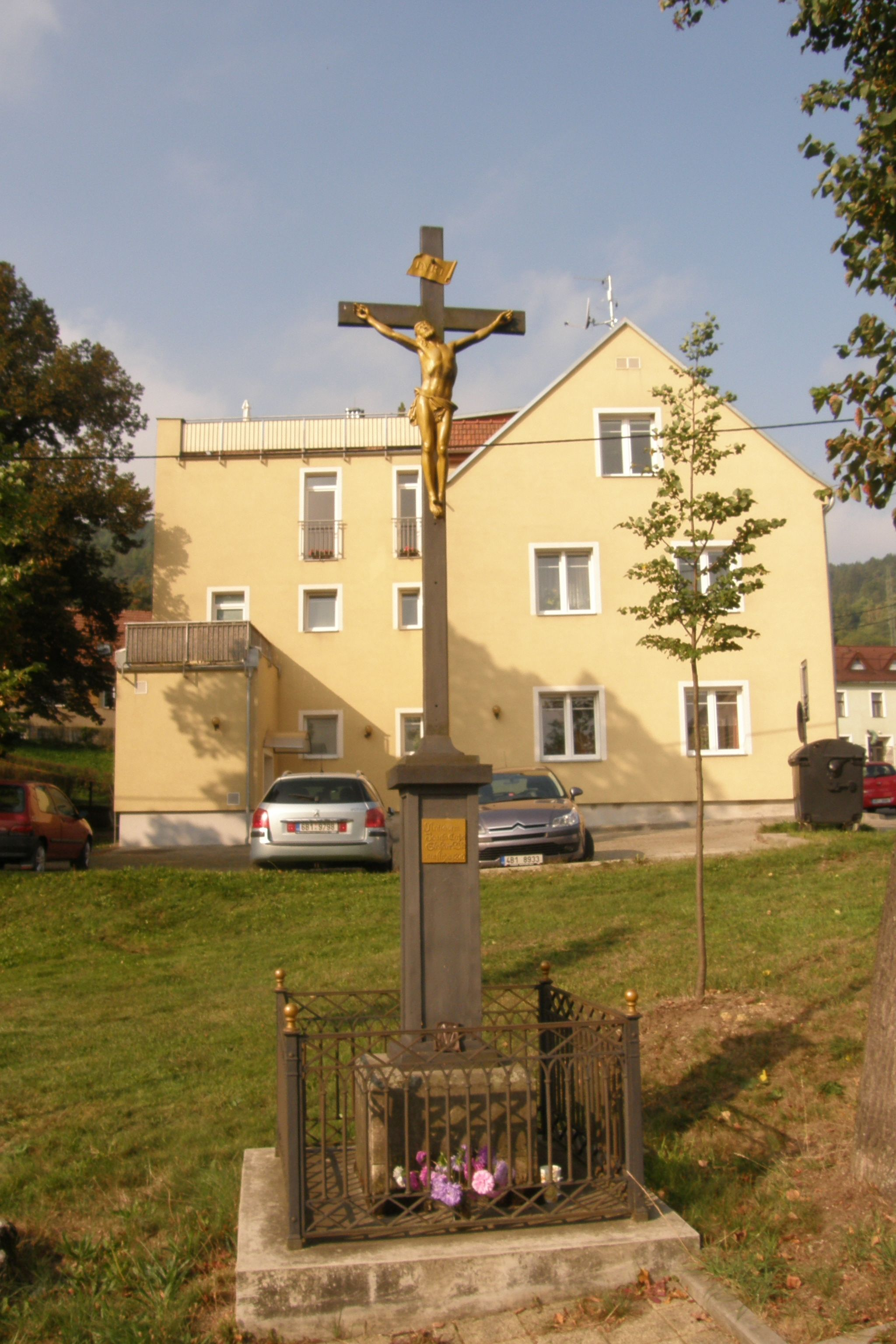
Kříž na návsi
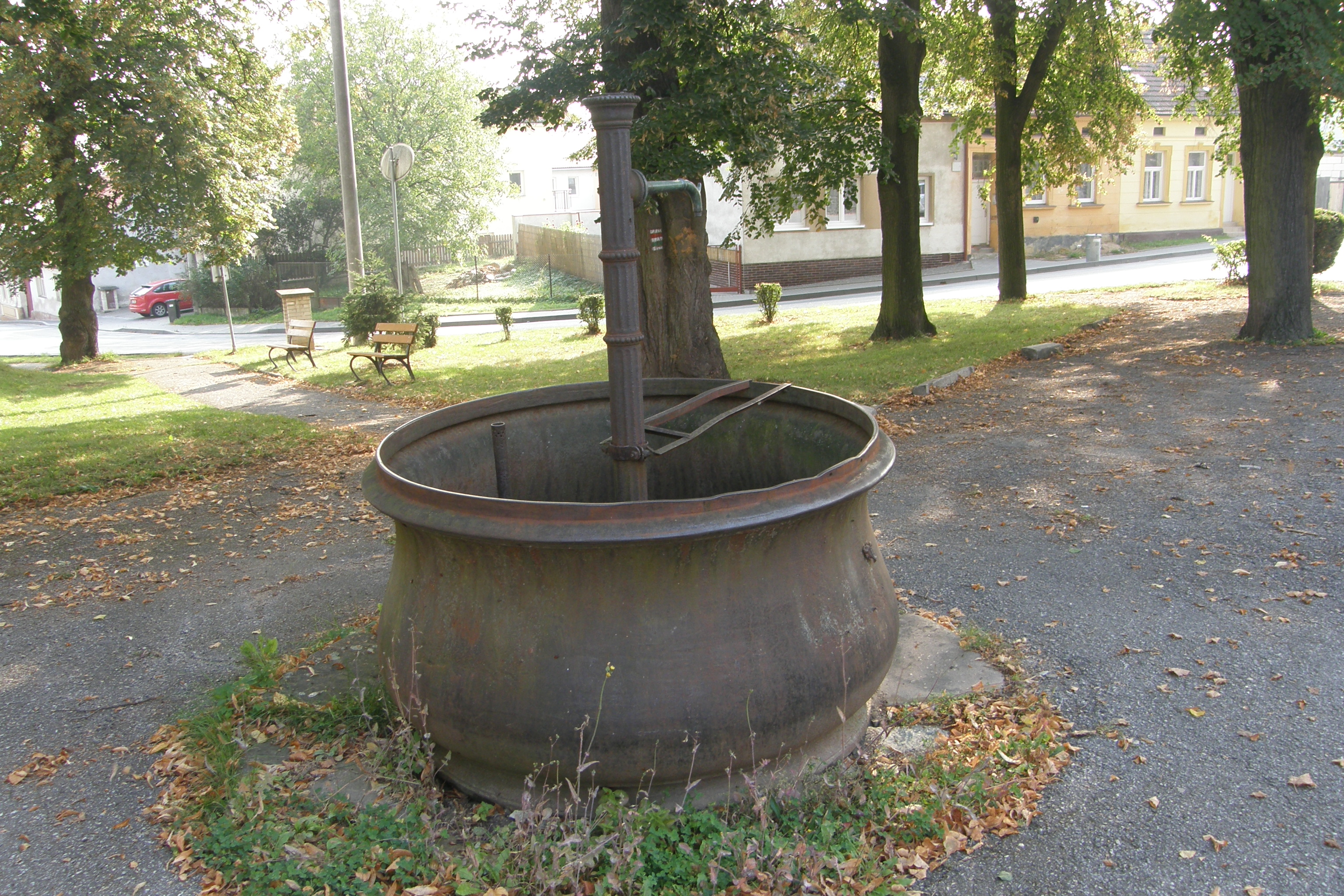
Litinová kašna na návsi
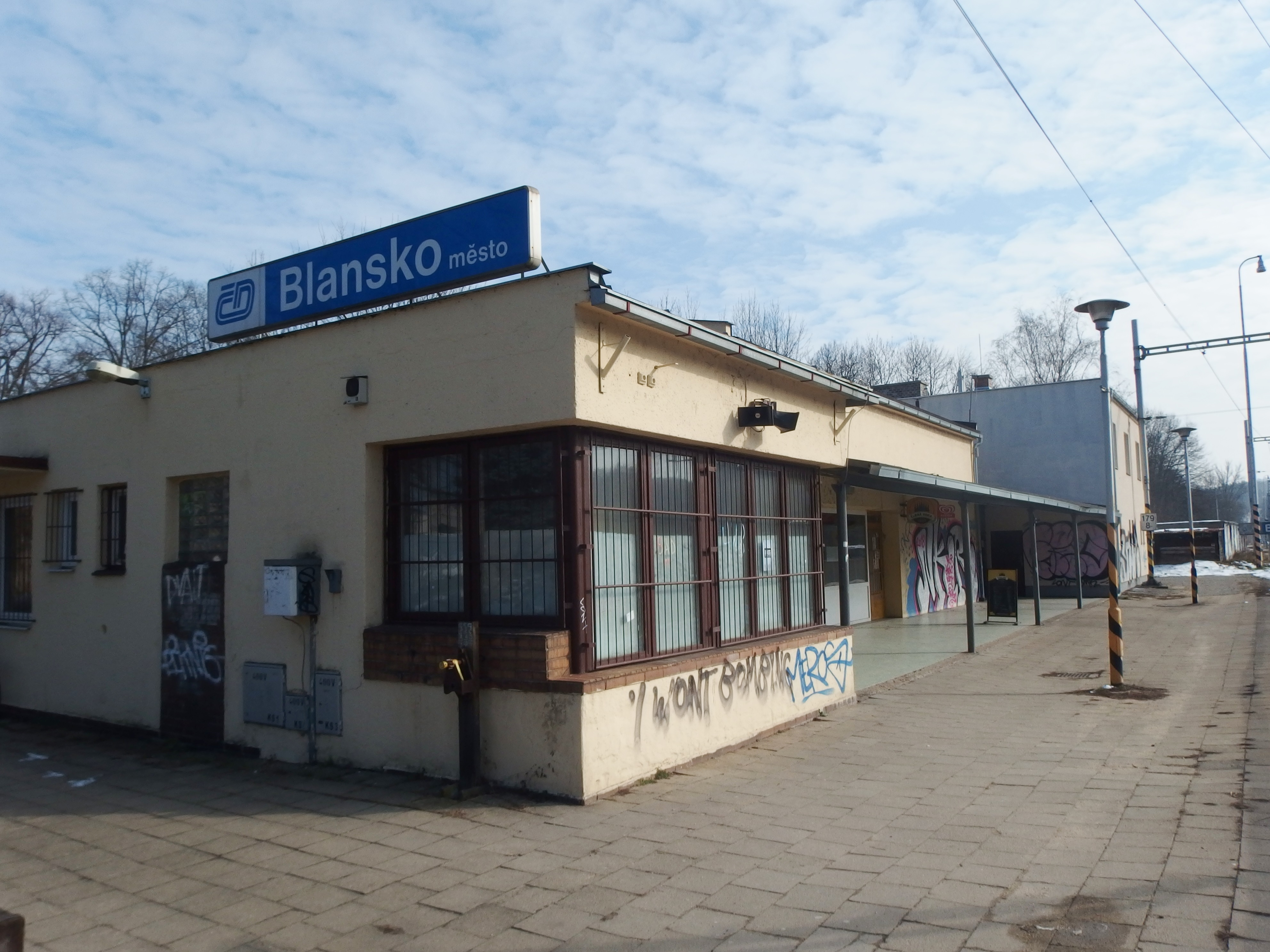
Železniční zastávka Blansko město